# Фракійці

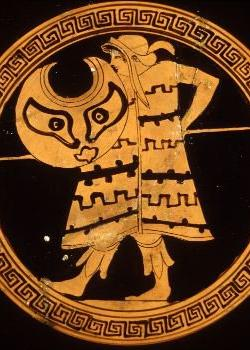
Фракійський вояк, червонофігурний вазопис

Фракі́йці (іноді тракійці, траки; грец. Θρᾷκες, лат. Thraces) — загальна назва групи індоєвропейських племен, що населяли в давнину південний схід Балканського півострова, а також північно-східне узбережжя Егейського моря, завойоване Птолемеями, а потім відвойоване македонським царем Філіппом V.

## Історія
Після Третьої Македонської війни (171—168 до н. е.) фракійці вийшли з-під влади Македонії. На початку I століття до н. е. знаходилися в союзі з Мітрідатом Євпатором, після його поразки у Третій Мітрідатовій війні (74–63 до н. е.) опинилися у сфері впливу римлян, проти яких вели вперту боротьбу. У 60–45 до н. е. північно-фракійські племена були об'єднані правителем даків Беребістою. У I столітті нашої ери виникло велике об'єднання північно-фракійских племен, в якому провідна роль належала дакам. За римського імператора Юлія-Клавдія у I столітті основна територія Фракії була перетворена на римську провінцію. Область даків була завойована і стала римською провінцією при Траяні в 106 році, але при Авреліані була фактично втрачена римлянами. В період Великого переселення народів фракійці змішалися з іншими племенами і стали складовим етнічним елементом при формуванні сучасних народів — болгар, румунів та ін.

## Мистецтво

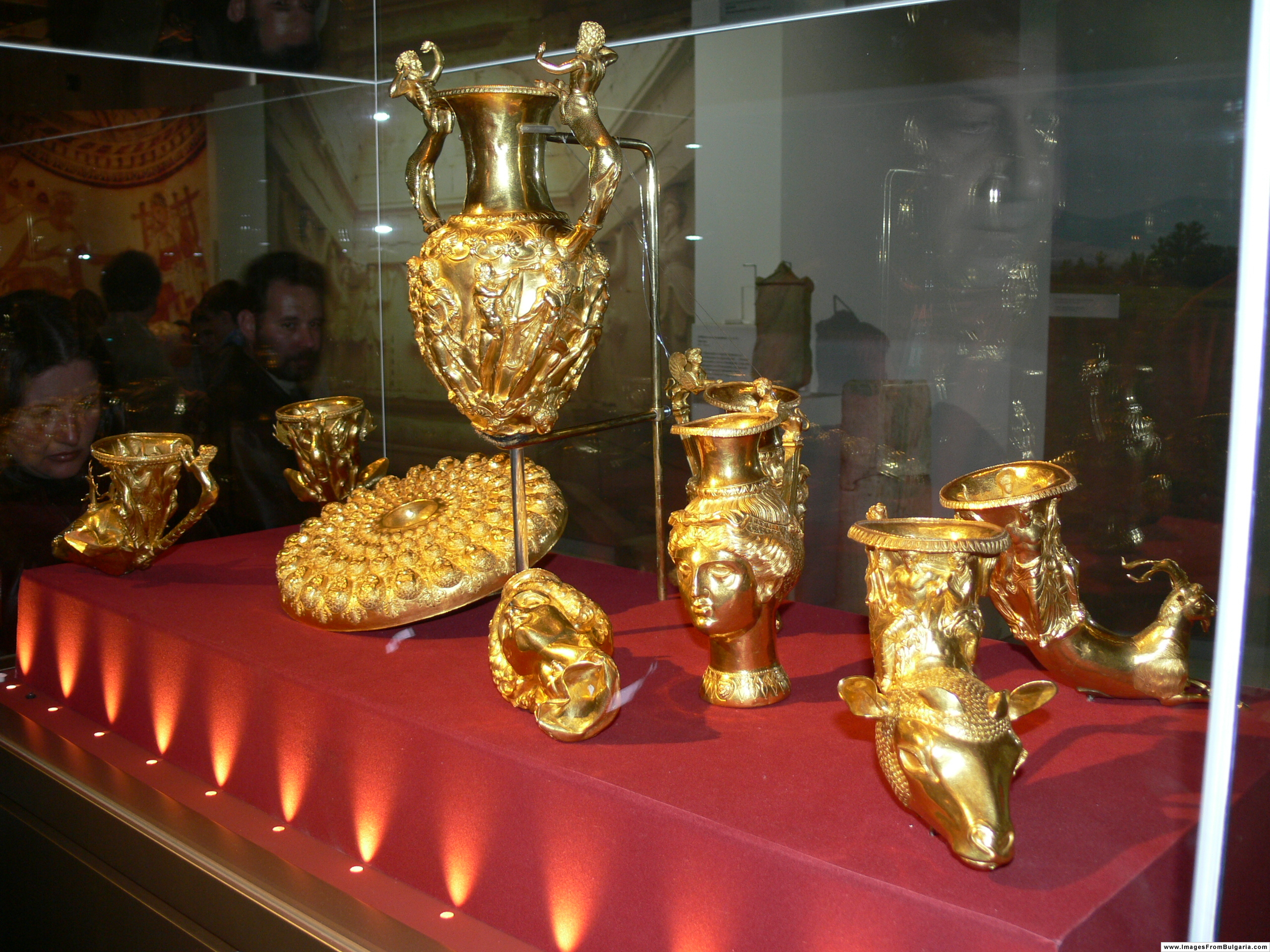
Золотий фракійський скарб з Панагюріште, Болгарія

До найдавніших пам'яток мистецтва фракійців (кінець II — початок I тисячоліття до н. е.) відносять дольмени — багатоманітну за формою кераміку, в тому числі посудини на зразок Віланової культури), нерідко з пластичним декором у вигляді канелюр, «ґульок» тощо.
Унікальний скарб золотих предметів з Вилчитрина у північній Болгарії — судини і кришки для посудин, прикрашені вишуканим спіралеподібним орнаментом, інкрустованим сріблом. Характерна для фракійців культура Басарабі у Румунії (перша половина 1 тисячоліття до н. е.) — укріплені і відкриті поселення з дерев'яними наземними спорудами, що обмазувалися глиною. Чорна лощена кераміка (чаші, тарілки, келихи) з декором у вигляді канелюр, а також зі штампованими і вигравійованими геометричними орнаментами з білою інкрустацією, що вказує на зв'язок з культурою місцевих племен епохи бронзи.
У VI–V століттях до н. е. мистецтво фракійців зіткнулося з культурою скіфів. Тваринний стиль фракійців, що переживав розквіт у VI–III століттях до н. е., виділяється місцевими особливостями: золоті, срібні і бронзові пластинки та шоломи з узагальненими наївно-виразними зображеннями птахів, звірів, вершників, сцен боротьби звірів, зазвичай вкритими візерунками у вигляді кіл, крапок, штрихів. З V століття до н. е. на фракійців впливала старогрецька цивілізація, що посилювалася.
До IV–III століття до н. е. відноситься спорудження фракійського міста Севтополя, створення численних пам'яток греко-фракійського мистецтва, що належать до шедеврів античної художньої культури (Казанликська гробниця, скарб золотих судин з Панагюриште та ін.). На зламі I століття до н. е. — I століття нашої ери племена даків споруджують у горах Трансильванії систему фортець: Гредіштя-Мунчелулуй, Пьятра-Рошіє, Блідарул та ін. До епохи римського завоювання належать срібні, бронзові і залізні поховальні шоломи з масками, що відрізняються яскравою фізіономічною виразністю і досконалістю технічного виконання, статуетки і стели з рельєфним зображенням, так званого, фракійського вершника, надгробні портрети, статуї, посуд із золота, бронзи, скла. На початку I тисячоліття нашої ери мистецтво фракійців поступово занепадає, набуваючи провінційно-римського характеру.

## Тракологія
У 1972 р. у Софії було засновано перший у світі спеціалізований Інститут тракології та проведено перший Міжнародний конгрес тракологів. Ключову роль у швидкому зростанні тракології в цей період відіграв Олександр Фоль, директор Інституту тракології.
У 1976 році в Бухаресті відбувся Другий Міжнародний конгрес тракологів, згодом був заснований Інститут тракології, більш консервативний, ніж Болгарський інститут фракології, і утримується від міркувань про фракійську релігію та «духовність», але ці теми також були предметом публікацій румунських істориків і теологів, на них певною мірою вплинула книга Мірчі Еліаде «Залмоксіс», про напівміфічного соціального та релігійного реформатора, якого шанували гети.
21–26 вересня 1984 року в музеї Бойманс-ван Бенінген в Роттердамі відбувся Четвертий міжнародний конгрес тракологів, організований Фондом Генрі Франкфорта, приватною організацією, основною метою якої є розширення вивчення передісторії та протоісторії Середземномор'я.
У 2010 році інститут був приєднаний до Інституту балканознавства з Центром тракології Болгарської академії наук.

## Посилання

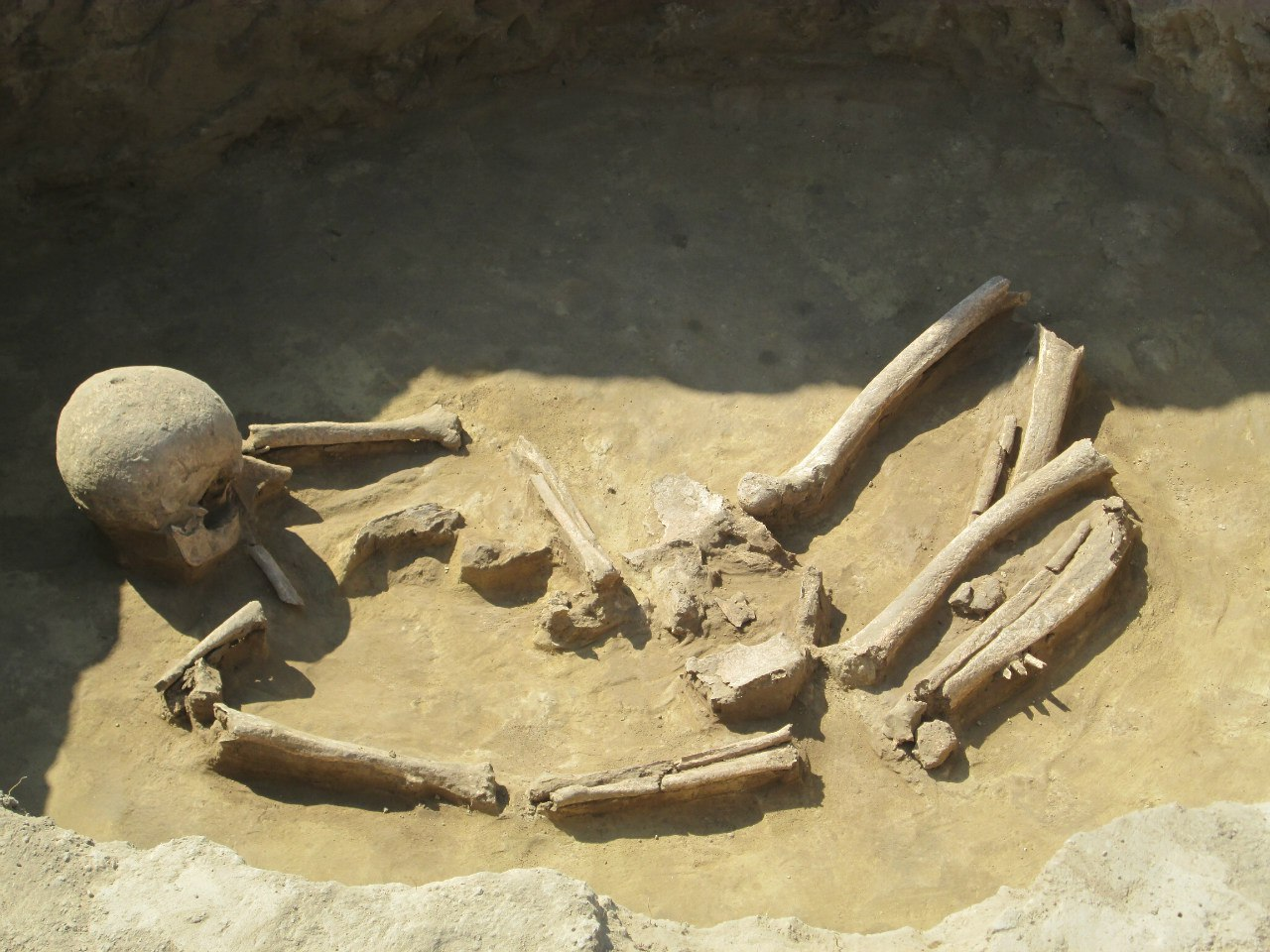
Відкрите археологами поховання фракійців датоване першою половиною I тис. до н.е. Cело Орлівка (Ізмаїльський район, Одеська область), 2015 р. Археологічна експедиція Одеського археологічного музею та Державного Закладу "Південноукраїнський національний педагогічний університет імені К.Д. Ушинського" під керівництвом І.В. Бруяко, доктора історичних наук, директора Одеського археологічного музею. Специфіка цього поховання у тому, що скелет зберігся доволі непогано, на відміну від більшості. Також під черепом знаходиться важкий камінь, який імовірно виконував функцію подушки (але, є інші версії, які повідомляють про камінь, як певний ритуальний елемент)